# Cattività babilonese
La cattività babilonese (o esilio babilonese) fu la deportazione a Babilonia dei Giudei di Gerusalemme e del Regno di Giuda al tempo di Nabucodonosor II. L'evento è collocabile tra il VII e il VI secolo a.C., ma la questione è controversa.

## La cattività nella Bibbia
Sono direttamente collegati a questo avvenimento i seguenti libri biblici:
- Secondo Libro dei Re e Secondo Libro delle Cronache che terminano con l'esilio;
- Esdra e Neemia che iniziano dall'esilio e raccontano la ricostruzione a Gerusalemme;
- Libro di Geremia e Libro delle Lamentazioni che preannunciano la catastrofe imminente;
- Ezechiele che è un deportato a Babilonia;
- Libro di Aggeo e libro di Zaccaria raccontano il ritorno;
- molti Salmi ne fanno esplicito riferimento.

Ma l'importanza dell'esilio nella Bibbia è molto più grande. Alcuni studiosi oggi pensano che tutta la Bibbia sia stata messa per iscritto, o almeno ritoccata (per le sue parti più antiche), al tempo dell'esilio e in funzione sua (senza dubbio nei due secoli seguenti, piuttosto che durante). L'esilio sarebbe stato, così sembra, un grande trauma per gli esiliati, che avrebbero dovuto reinterpretare la loro identità e la loro religione senza tempio, senza re e senza terra.

## Cronologia
Tabella cronologica basata su Rainer Albertz, Israel in Exile: The History and Literature of the Sixth Century B.C.E., p. xxi (EN) . Date alternative sono possibili.
| Anno         | Evento |
| ------------ | --- |
| 609 a.C.     | Morte di Giosia |
| 609–598 a.C. | Regno di Ioiakim (successore di Ioacaz, che sostituì Giosia ma regnò solo 3 mesi)                                                                            |
| 598–597 a.C. | Regno di Ioiachin (regnò 3 mesi). Assedio di Gerusalemme (597 a.C.). Prima deportazione, 16 marzo 597 a.C.                                                   |
| 597 a.C.     | Sedecia fatto re di Giuda da Nabucodonosor II di Babilonia                                                                                                   |
| 594 a.C.     | Cospirazione anti-babilonese |
| 588 a.C.     | Assedio di Gerusalemme (587 a.C.). Seconda deportazione luglio/agosto 587 a.C.                                                                               |
| 583 a.C.     | Gedaliah nominato dai babilonesi quale governatore della Provincia di Yehud, assassinato. Molti ebrei scappano in Egitto, probabile deportazione a Babilonia |
| 562 a.C.     | Rilascio di Ioiachin dopo 37 anni di prigionia babilonese. Rimane a Babilonia                                                                                |
| 538 a.C.     | I Persiani conquistano Babilonia (ottobre) |
| 538 a.C.     | Il "Decreto di Ciro" permette agli ebrei di ritornare a Gerusalemme                                                                                          |
| 520–515 a.C. | Ritorno di molti ebrei a Yehud sotto Zorobabele e Giosuè il Sommo Sacerdote. Fondazione del Secondo Tempio                                                   |

## L'esilio dei Giudei
Secondo la versione tramandata dalla Bibbia, solo nella tribù di Giuda era sopravvissuto il culto di Yahweh, dopo la distruzione del Regno del Nord ad opera degli Assiri. Ciò contrasta con i dati storici e archeologici, che vedono la persistenza nell'ex Regno del Nord, divenuto la Samaria, del culto di Yahweh anche in epoca successiva, arrivando addirittura alla costruzione d'un Tempio rivale sul Monte Garizim, che officiò sotto un sacerdozio legittimamente aronnico fino alla sua distruzione da parte dei Giudei sotto gli Asmonei, con Giovanni Ircano, nel 123 a.C.
Per i redattori biblici solo il culto di Gerusalemme era legittimo; pertanto il culto samaritano non meritava d'essere preso in considerazione.
Più di cent'anni dopo, è invece il Regno del Sud ad essere invaso, ma, nonostante ciò, è questa frazione minoritaria della popolazione israelitica ad elaborare la versione della religione ebraica che avrebbe dato vita al giudaismo, e quindi all'ebraismo così come lo conosciamo oggi.
Nella Bibbia, la cui redazione definitiva è opera di questo gruppo religioso, questi fedeli superstiti son chiamati Resto d'Israele.
È in questo periodo che iniziano ad assimilarsi le parole "ebrei" e "giudei", "ebraismo" e "giudaismo", sebbene non propriamente simili.

### La deportazione a Babilonia

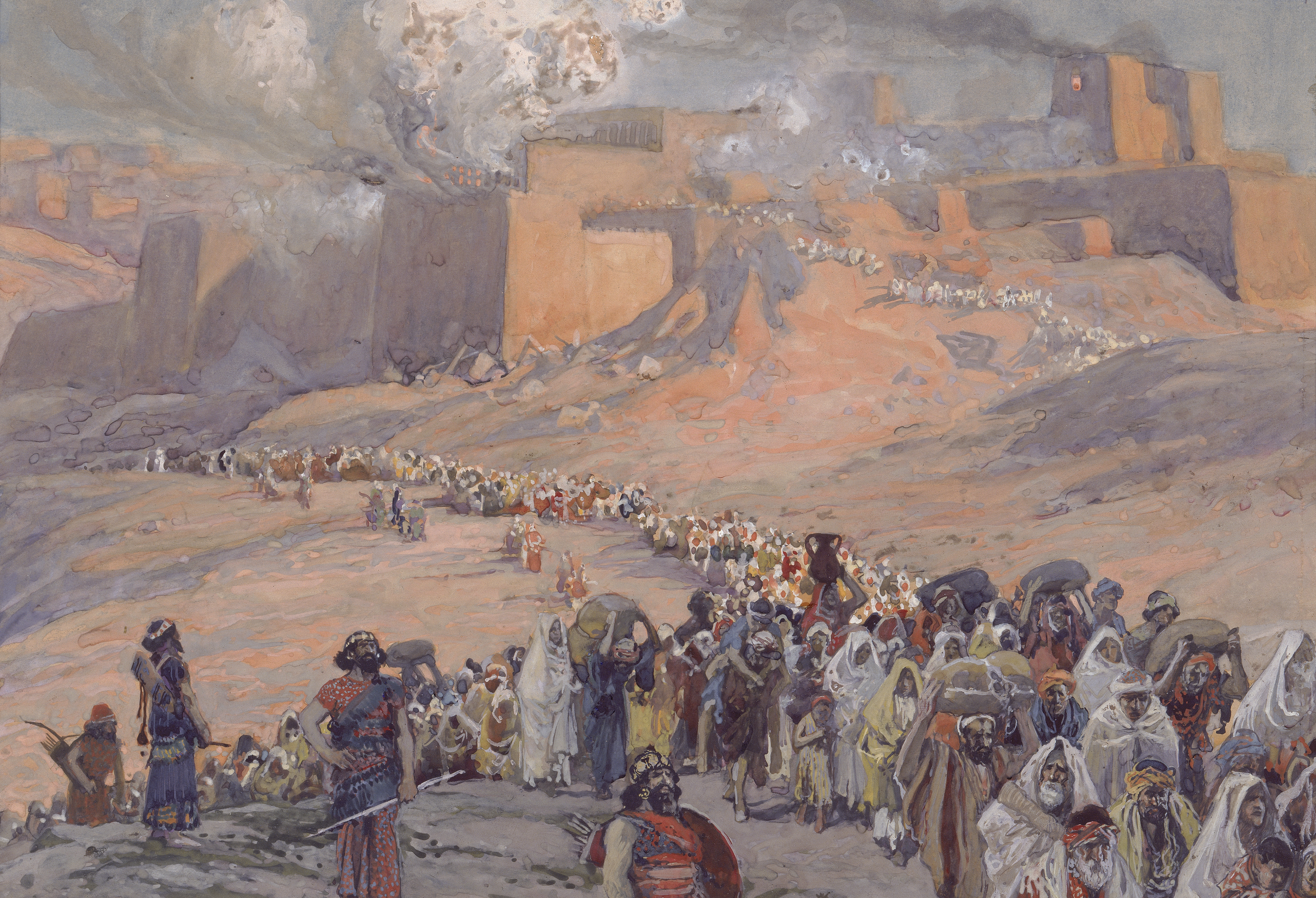
James Tissot, La deportazione dei prigionieri.

La deportazione dell'élite dei Giudei è avvenuta in tre momenti (cfr. Geremia 52,28-30).
La prima si verificò al tempo di Ioiachin (597 a.C.) a seguito della sconfitta del Regno di Giuda a causa dei Babilonesi; il Tempio di Gerusalemme fu parzialmente distrutto ed alcuni cittadini, scelti tra i più importanti, furono esiliati.
Undici anni più tardi (587 a.C.), dopo una rivolta contro l'impero al tempo del regno di Sedecia, la città di Gerusalemme fu completamente rasa al suolo e vi fu una nuova deportazione. Termina così il Regno di Giuda.
Infine, cinque anni più tardi, sempre secondo Geremia, un terzo esilio completò i precedenti. 
Va però tenuto presente che a Babilonia fu deportata l'élite religiosa, politica ed economica, e non la popolazione rurale, che rimase, sia al Nord che al Sud. 
La Bibbia la conosce col nome collettivo di "am ha'aretz" (variamente tradotto come "genti della terra", "popoli del Paese", "genti del Paese"), ma testimonia che fra i rimasti un qualche tipo di culto di YHWH proseguì anche nel periodo di assenza dell'élite. Al punto che è la Bibbia a testimoniare come le "genti del paese" proposero ai "ritornati" di riedificare il Tempio ed officiare assieme, ricevendone in cambio uno sdegnoso e intransigente rifiuto.

### Il ritorno

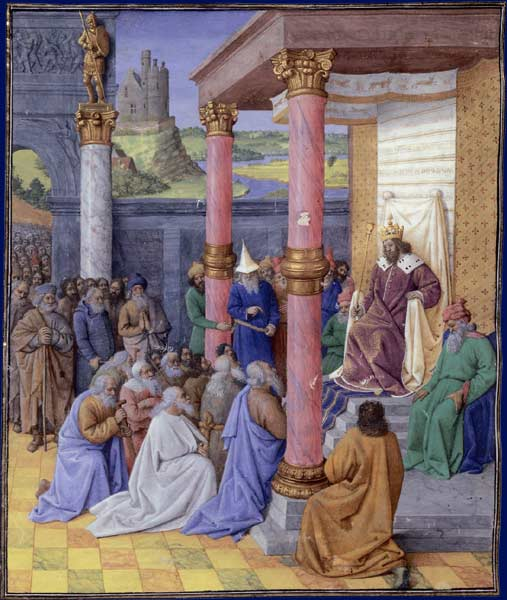
Ciro il Grande permette il ritorno dei Giudei da Babilonia (miniatura di Jean Fouquet, 1470-1475 circa)

Dopo la presa di Babilonia da parte dei Persiani, Ciro diede ai Giudei il permesso di ritornare nel loro paese di origine (538 a.C.) e di ricostruirvi il Tempio di Gerusalemme (515 a.C.); si dice che più di quarantamila approfittarono del permesso. Ma i libri biblici testimoniano anche che molti restarono a Babilonia: essi costituirono il primo nucleo della Diaspora ebraica ed erano amministrati come comunità religiosa dall'Esilarca.
I Persiani avevano una concezione politica differente rispetto a quella dei Babilonesi e degli Assiri nell'amministrazione dei territori vinti: essi facevano governare la popolazione locale da persone del luogo.
Tempo prima, anche le élite delle tribù del Regno di Israele (il nord del paese) erano state deportate dagli Assiri e non avevano fatto più ritorno; quindi i sopravvissuti all'esilio babilonese erano, ai propri occhi, tutto quello che restava dei "figli di Israele".

## I due esili
Il periodo dell'esilio fu di importanza fondamentale per la religione ebraica e di conseguenza per le religioni che a essa si ispirano, come il cristianesimo e l'Islam.
Privati del culto del Tempio, ormai distrutto, i sacerdoti giudei e gli intellettuali deportati assieme a essi elaborarono una versione della loro religione (meno legata al rituale del culto e maggiormente legata ai valori interiori e spirituali) molto innovativa, tale da permetterle di sopravvivere alla catastrofe e anzi da uscirne rafforzata. Al punto da riuscire a imporsi come "vera" interpretazione del culto di YHWH non solo agli "am ha'aretz" di Giuda, ma addirittura ai fedeli di YHWH di Samaria, che arrivarono ad adottare come canonica la redazione del Pentateuco elaborata durante e dopo l'esilio (sostituendo sistematicamente la menzione del Monte del Tempio come unico luogo legittimo di culto con quella del loro Monte Gherizim).
Nella versione tramandata dal testo biblico, che è opera di questo gruppo d'intellettuali (che lo studioso Morton Smith ha battezzato efficacemente "partito di Yahweh-solo", per sottolinearne l'intransigente monoteismo), le innovazioni da loro prodotte si configurano come restaurazione dell'autentico culto tradizionale.
Il "partito di Yhwh-solo" si presenta in altre parole nel testo biblico non come il gruppo innovatore e rivoluzionario che fu, bensì come il "resto", anzi, come l'"unico" resto che si era "salvato" dalla catastrofe dell'esilio, della religione pre-esilica. Per questo motivo la Bibbia, soprattutto nei Libri di Esdra e di Neemia, presenta l'azione innovativa di questo partito come un'azione di semplice restaurazione del passato.
Nella realtà storica e archeologica, invece, si individua una serie di innovazioni importantissime, che caratterizzarono da quel momento in poi il giudaismo:
- Il definitivo trionfo del monoteismo più intransigente e l'eliminazione definitiva di tutte le altre divinità del pantheon cananeo. Se la religione pre-esilica era stata fondamentalmente enoteista (riconosceva l'esistenza di altri dèi, ma riteneva lecito per Israele esclusivamente il culto di YHWH) quella post-esilica è intransigentemente monoteistica: YHWH è l'unica divinità esistente, è lui a muovere la Storia, al punto che anche un sovrano persiano può essere emissario della sua volontà, al punto da essere definito "Messia"[3].
- La concentrazione del culto nelle mani dei sacerdoti, con l'esclusione o la relegazione in ruoli subordinati del rimanente personale di culto, come i leviti. Nei fatti la classe sacerdotale dovette adattarsi a un compromesso, sancito da libri come il Levitico, che elencano puntigliosamente ruoli e competenze che i leviti erano riusciti ad ottenere per sé.
- L'esclusione del re, dapprima dalla funzione sacerdotale e poi la rinuncia pura e semplice alla figura regale. Fra i ritornati dall'esilio era presente l'ultimo discendente di Davide, Zorobabele, col ruolo di governatore, ma egli sparisce all'improvviso dalla Bibbia in circostanze misteriose (qualche studioso ha perfino ipotizzato un "colpo di Stato") e dopo la sua sparizione nella Bibbia non si fa più menzione della Casa Reale con ruoli di governo. Il modello del sacerdozio gerosolimitano diventa quello dei templi conosciuti durante l'esilio, che amministravano con funzioni civili (e l'assenso del sovrano) ampi territori, nel nome delle divinità (come Marduk) venerate.
- La definizione degli israeliti come popolo chiuso, a cui è fatto divieto mescolarsi con chiunque non avesse una discendenza israelitica. Il principio si applicava certamente agli "am ha'aretz", ma soprattutto agli esponenti di popolazioni non ebraiche deportate in Israele e Giuda, che si erano mescolati con gli indigeni e si erano convertiti al culto di YHWH. La Bibbia testimonia su questo punto un aspro scontro, che ci è documentato nella presenza di libri, come il Libro di Ruth, che al contrario sostengono l'importanza per il popolo ebraico di persone che vi appartennero per scelta e non per nascita, al punto da fare di una di queste persone (Ruth la Moabita appunto) nonna del re-eroe Davide e quindi attraverso lui anche del futuro Messia.
- L'adozione dell'aramaico come lingua d'uso quotidiano e la riduzione dell'ebraico a lingua letteraria.
- L'adozione di un nuovo calendario cultuale.
- La scomparsa della letteratura Profetica (secondo la tradizione l'ultimo profeta biblico è Malachia, vissuto nel V secolo a.C.) e l'apparizione, al suo posto, della letteratura Apocalittica.

Al di là delle diverse "letture" del fenomeno, resta il fatto che l'esilio fu elemento fondante e di massima importanza per la religione giudaica, al punto che gli storici parlano concordemente di "epoca pre-esilica" e "post-esilica".

## Altri usi del termine
L'espressione "esilio babilonese" è usata estensivamente nei seguenti casi:
- L'esilio babilonese del Papato è il soggiorno del papa ad Avignone dal 1309 al 1377. Si parla in questo caso di "cattività avignonese".
- La Cattività babilonese della Chiesa (De captivitate Babylonica ecclesiae) è un trattato scritto da Martin Lutero nel 1520, in cui egli esamina i sette sacramenti della Chiesa medioevale alla luce della Bibbia.